# Ichhawar
Ichhawar é uma cidade e uma nagar panchayat no distrito de Sehore, no estado indiano de Madhya Pradesh.

## Geografia
Ichhawar está localizada a 23° 01′ N, 77° 01′ L. Tem uma altitude média de 492 metros (1 614 pés).

## Demografia
Segundo o censo de 2001, Ichhawar tinha uma população de 12 688 habitantes. Os indivíduos do sexo masculino constituem 52% da população e os do sexo feminino 48%. Ichhawar tem uma taxa de literacia de 58%, inferior à média nacional de 59,5%: a literacia no sexo masculino é de 68% e no sexo feminino é de 48%. Em Ichhawar, 16% da população está abaixo dos 6 anos de idade.